# سونغ جين هيونغ
سونغ جين هيونغ (13 أغسطس 1987 بسول في كوريا الجنوبية - ) هو لاعب كرة قدم كوري جنوبي في مركز الوسط. شارك مع منتخب كوريا الجنوبية تحت 20 سنة لكرة القدم ومنتخب كوريا الجنوبية لكرة القدم. أما مع النوادي، فقد لعب مع جيجو يونايتد ونادي تور ونادي سول ونيوكاسل يونايتد جتس ونادي سول.

## وصلات خارجية
- سونغ جين هيونغ على موقع الاتحاد الدولي (مؤرشف)  (الإنجليزية)
- سونغ جين هيونغ على موقع دوري كوريا الجنوبية (الإنجليزية)
- سونغ جين هيونغ على موقع رابطة كرة القدم الفرنسية للمحترفين (الإنجليزية)
- سونغ جين هيونغ على موقع قاعدة بيانات كرة القدم.إي يو (الإنجليزية)
- سونغ جين هيونغ على موقع ليكيب (الفرنسية)
- سونغ جين هيونغ على موقع ناشيونال فوتبول تيمز (الإنجليزية)